# Tat'jana Komarova
Tat'jana Vasil'evna Komarova (in russo Татьяна Васильевна Комарова?; Groznyj, 30 gennaio 1963) è un'ex cestista sovietica, dal 1991 russa.

## Carriera
Nella Coppa Ronchetti 1988-1989, ha realizzato 14 punti nella semifinale di ritorno contro l'Enichem Priolo e 10 nella vittoriosa finale sulla Gemeaz Milano.
Con l'Unione Sovietica ha disputato i Campionati europei del 1985.

## Palmarès
- Coppa Ronchetti: 1

CSKA Mosca: 1984-85, 1988-89